# فرانسوا گارد
فرانسوا گارد (انگلیسی: François Garde؛ زادهٔ ۱ ژانویهٔ ۱۹۵۹) نویسنده اهل فرانسه است.

## زندگی و تحصیلات
فرانسوا گارد در ۱ ژانویهٔ ۱۹۵۹ در لو کنه فرانسه متولد شد. در سال ۱۹۸۴ از ENA (کلاس لوئیز میشل) فارغ‌التحصیل شد.

## حرفه اداری
معاون دبیرکل کالدونیای جدید از ۱۹۹۱ تا ۱۹۹۳
مدیر برتر زمین‌های جنوب فرانسه (از ۲۵ مه ۲۰۰۰ تا ۱۹ دسامبر ۲۰۰۴)
رئیس دولت جدید کالدونیای، اوت ۲۰۰۹ - اوت ۲۰۱۰،
معاون رئیس دادگاه اداری در دیژون، سپس گرونوبل.

## فعالیت‌ها
فرانسوا گارد بعد از چهل سالگی شروع به نوشتن کرد و از سال ۲۰۰۳ کتاب‌های مختلف و دو رمان منتشر کرده‌است. از آثار برجسته او چه بر سر وحشی سفید آمد را می‌توان نام برد.